# 张思德
张思德（1915年4月19日—1944年9月5日），小名谷娃子，汉族，四川仪陇县群乐镇（今属巴中市恩阳区）人，抗战时期中国共产党中央警卫团战士，被中国共产党视为英雄模范人物。毛泽东为纪念张思德而作的《为人民服务》一文在中国大陆广为人知。

## 生平
张思德生于1915年，佃农出身。张思德被认为生于四川省仪陇县六合场（今思德镇）韩家湾，但据考证及实地探访，认为其应生于仪陇县群乐镇（在其出生时隶属于仪陇县，今属巴中恩阳）。
1933年，张思德参加中国工农红军四方面军，同年加入中国共产主义青年团，参加了长征，曾在一次战斗中一人夺得两挺机枪，先后三次负伤。1935年，中央紅軍到达陕北后，在中共中央军委警卫营担任通讯班班长。1937年加入中国共产党。1942年11月部队整编后被调到中央警卫团第一连当战士。1943年初夏，张思德被调到在毛泽东身边担任警卫战士。
1944年，张思德积极参加大生产运动，被选为农场副队长，7月进陕北安塞县烧木炭。9月5日中午由于窑洞塌方，张思德、石仓、王玉森三人均被埋在窑洞中。石仓、王玉森二人被挖出获救，张思德被埋在窑洞中身亡，时年29岁。

## 身后

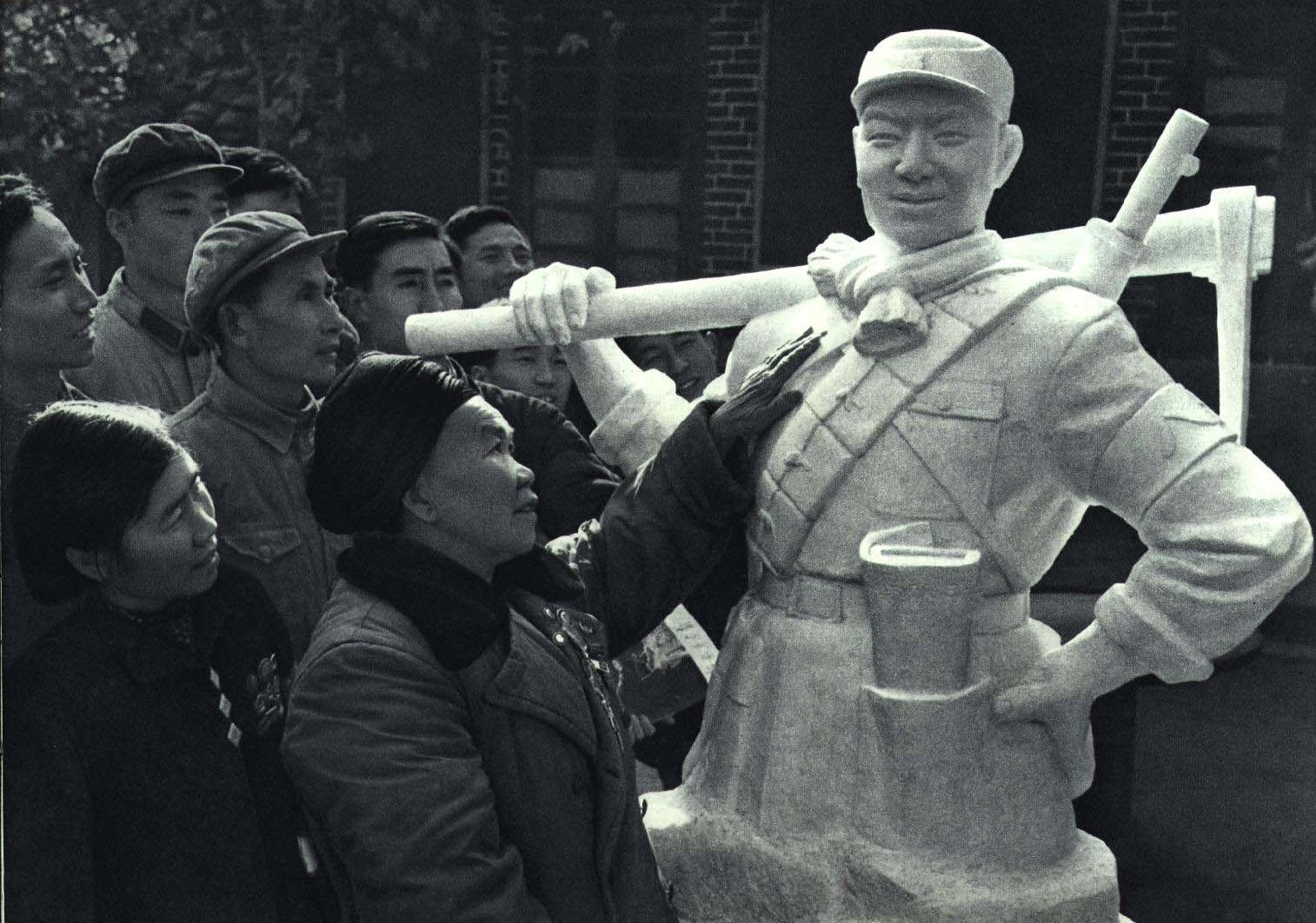
1967年，张思德同志纪念室

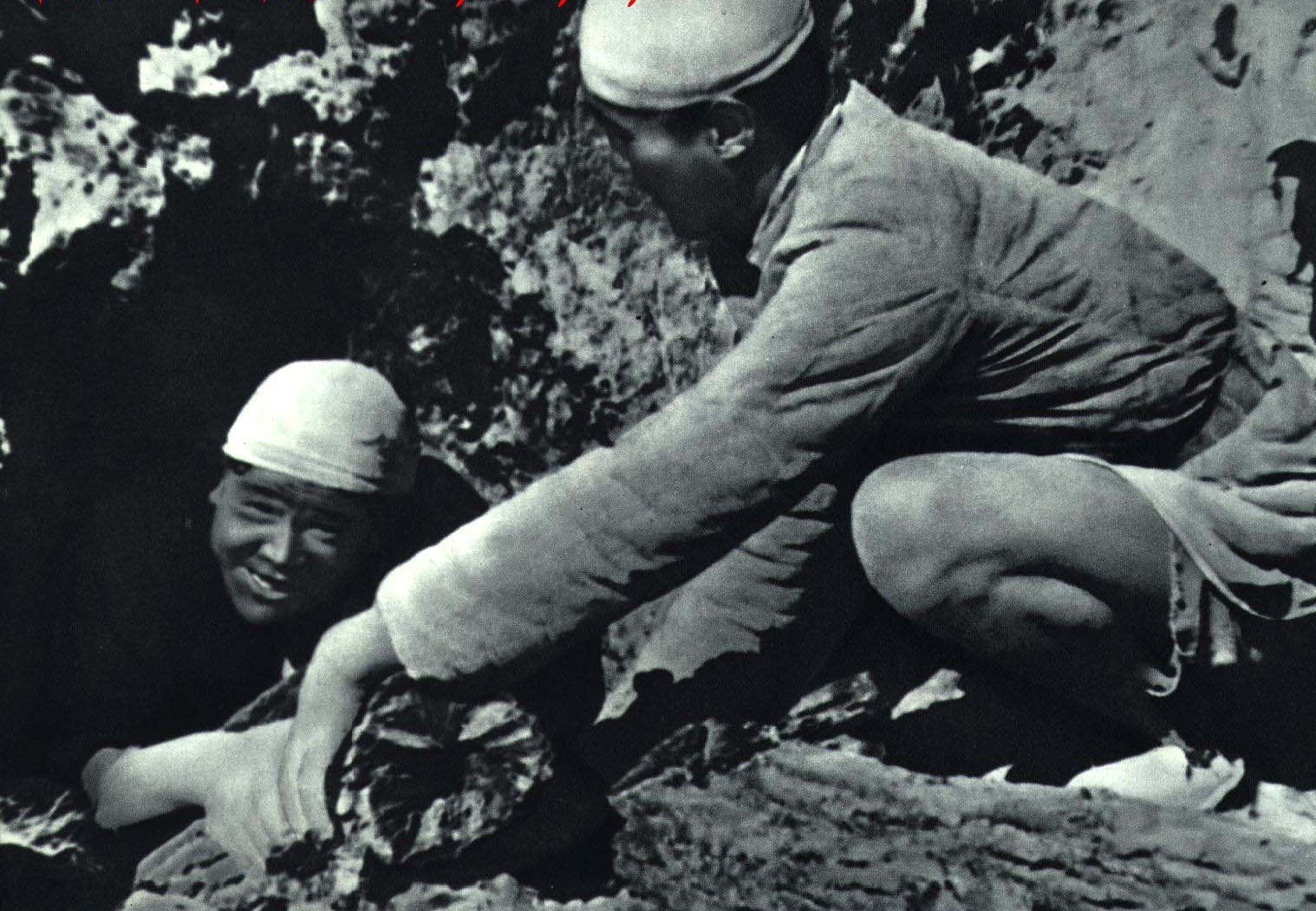
左为张思德

1944年9月8日下午，中共中央直属机关为张思德举行追悼大会，毛泽东参加了追悼会，并发表了《为人民服务》的著名讲话，高度赞扬张思德“全心全意为人民服务”的精神，文中说道：“为人民利益而死，就比泰山还重；替法西斯卖力，替剥削人民和压迫人民的人去死，就比鸿毛还轻。张思德同志是为人民利益而死的，他的死是比泰山还要重的。”
张思德一生仅留下两张照片（一说仅有一张）。